# Пол Леви
Пол Пиер Леви (на френски: Paul Pierre Lévy) е френски математик, член на Френската академия на науките (1964), професор в Екол политекник в Париж и основоположник на теорията на случайните процеси в теорията на вероятностите. Основните му трудове са в областта на теория на вероятностите, функционален анализ, теория на функциите и механика. Въвежда понятията мартингал и полет на Леви. На негово име са кръстени и понятия като процеси на Леви, мерки на Леви, константа на Леви, разпределение на Леви, аркус-синус закон на Леви, фрактална С-крива на Леви и други.

## Биография
Пол Леви е роден на 15 септември 1886 година в Париж в семейството на Люсиен Леви, служител в изпитните комисии на Екол Политекник. Леви следва в същия университет и през 1905 година, на 19-годишна възраст, докато е още студент, публикува първата си статия. Негов преподавател и научен ръководител е един от големите френски математици на 20 век, Жак Адамар. След дипломирането си, Леви кара една година военна служба и после в продължение на три години учи в Минния университет, където преподаватели са му Гастон Дарбу и Емил Пикар и където става професор през 1913 година.
По време на Първата световна война, Леви провежда разработки по математически анализ за нуждите на френската артилерия. През 1920 година е избран за професор по математически анализ в Екол Политекник, където сред студентите му личат имената на Беноа Манделброт и Жорж Матерон. Остава в университета до пенсионирането си през 1959 година, с изключение на годините през Втората световна война, когато е уволнен по силата на Закона за евреите.
Леви получава множество отличия, в това число членство във Френската академия на науките (1964) и почетно членство в Лондонското математическо общество.
Дъщеря му Мари-Елен Шварц и зет му Лоран Шварц също са известни математици. Пол Леви почива на 15 декември 1971 в Париж.